# Кукловод

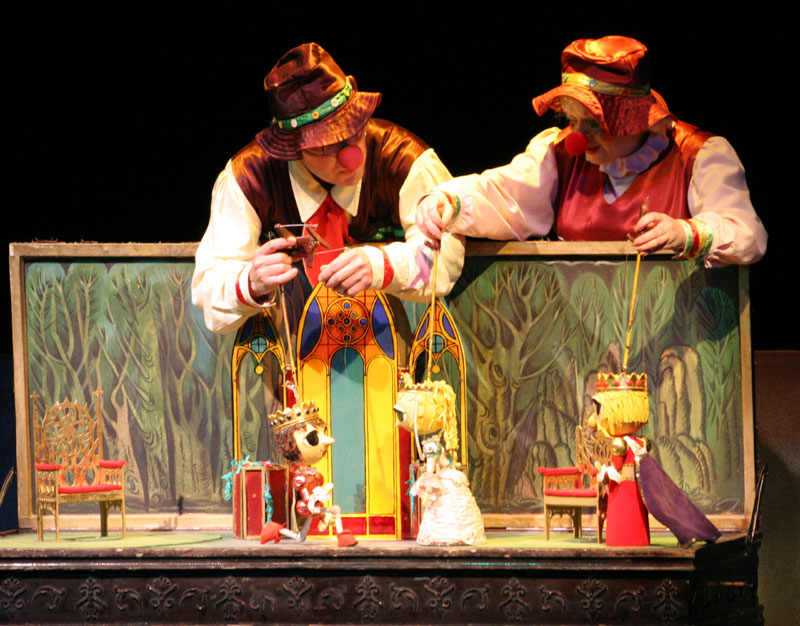
Куклы и актёры-кукловоды

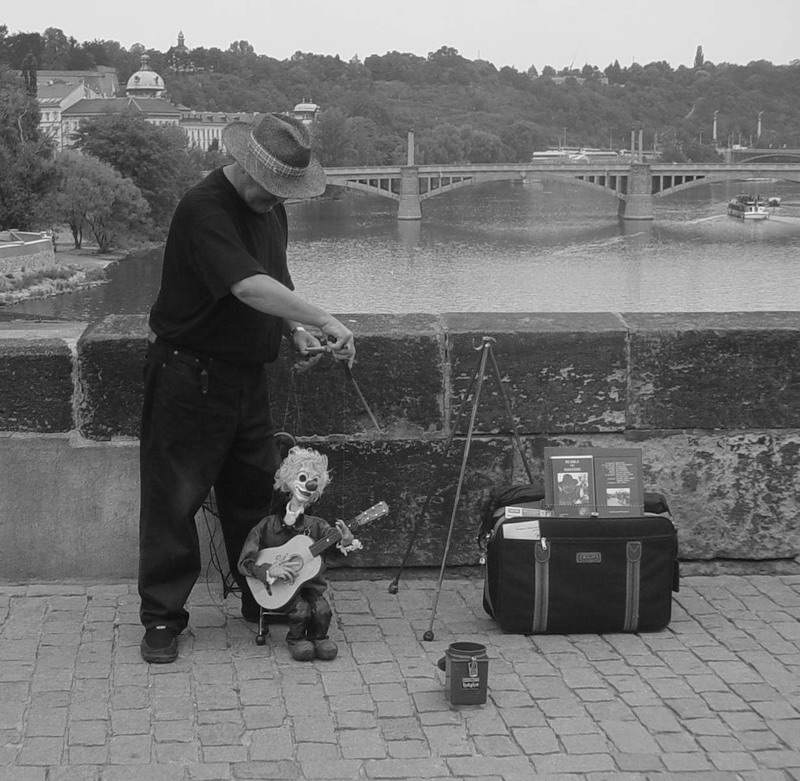
Кукловод с марионеткой на Карловом мосту, Прага

Куклово́д, или актёр-кукольник — театральная профессия, в которой артист управляет и озвучивает куклу: марионетку, носочную или перчаточную куклу, куклу-чревовещателя и т. п.
Во многих случаях кукловод управляет разработанной им самим куклой, то есть выступает также как и кукольник (мастер-изготовитель самой куклы). Часто эти два термина смешиваются.
В переносном смысле кукловод — манипулятор (синоним серого кардинала).

## Известные кукловоды

Наталья Державина и Хрюша
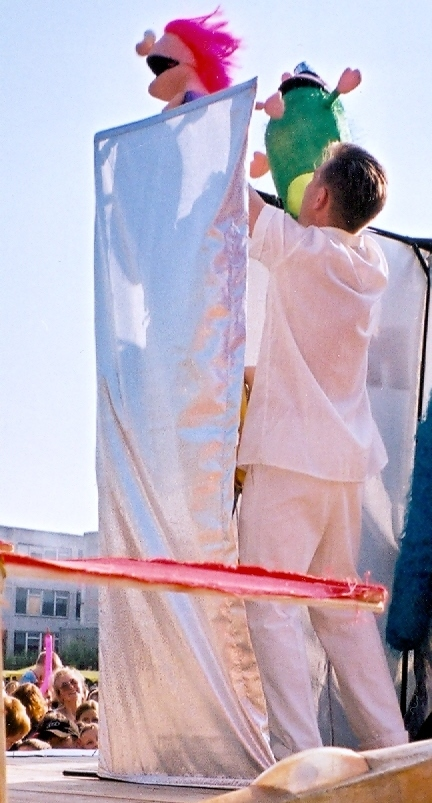
Николай Зыков с куклами
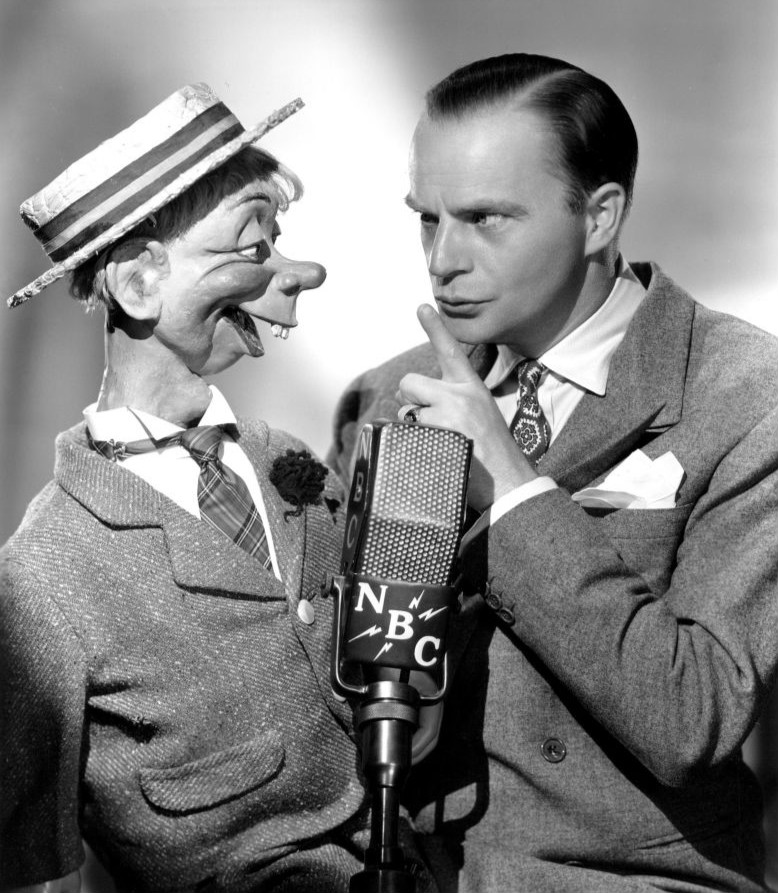
Чревовещатель Эдгар Берген с куклой
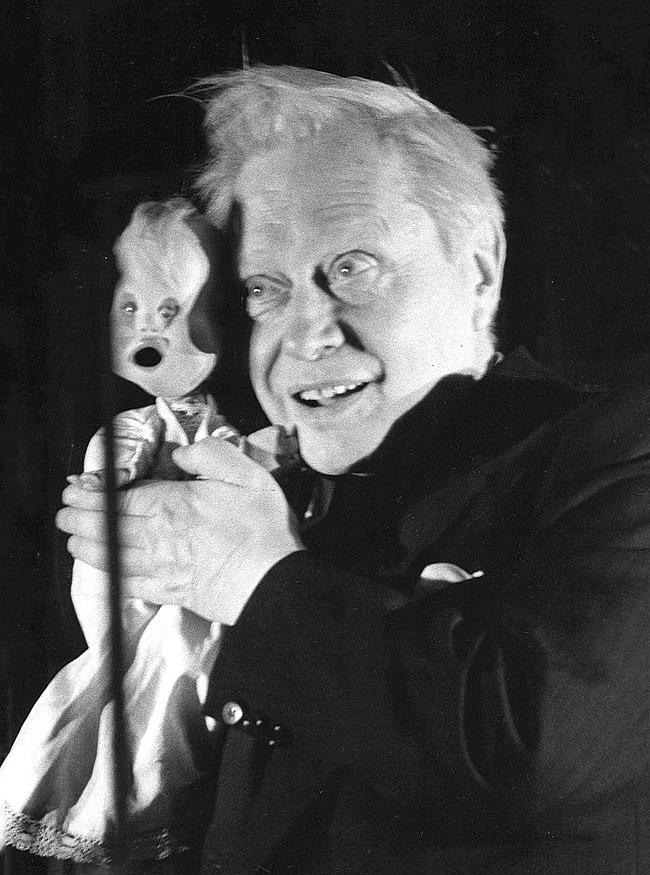
Сергей Образцов